# Philibert Verhaghen
Philibertus Alphonsius (Philibert) Verhaghen (Mechelen, 2 februari 1824 - aldaar, 2 mei 1892) was een ondernemer en liberaal politicus.

## Levensloop
Verhaghen was de zoon van Hyacinth Verhaghen (1788-1859), een voormalige schepen en voorzitter van de Antwerpse provincieraad. Philibert studeerde rechten aan de Katholieke Universiteit Leuven, alwaar hij afstudeerde als doctor. Hij was beroepshalve advocaat, rentenier en bedrijfsleider van de Usine Aurélie Verhaghen en Usine Raghen.
Hij was medestichter van de Liberale Grondwettelijke Vereniging, waarvan hij van 1858 tot 1892 voorzitter was.  In 1864 werd hij burgemeester en hij bleef 20 jaar op die post, tot de katholieken na de Eerste Schoolstrijd in oktober 1884 de meerderheid heroverden. Kenmerkend voor zijn periode als burgemeester was de ingrijpende urbanisatie- en bouwpolitiek waarbij een groot aantal markante gebouwen tot stand kwamen, waaronder de middelbare meisjesschool op de Biest waarvan later een gedeelte een herbestemming kreeg als stadsfeestzaal. Andere belangrijke realisaties waren de aanleg van riolen en de bouw van een overdekte markt en vleeshal. Verhaghen was eveneens een tijdje provincieraadslid.
In de Stedelijke Musea Mechelen bevindt zich een borstbeeld in witte steen gekapt door M. Dyck omstreeks 1931.